# تشم نمشت (زرين دشت)
تشم نمشت (بالفارسية: چم نمشت) هي قرية تقع في إيران في قسم زرين دشت الريفي. يقدر عدد سكانها بـ 79 نسمة بحسب إحصاء 2016.